# Чен, Джули
Джу́ли Сюза́нна Чен (англ. Julie Suzanne Chen; 6 января 1970, Куинс, Нью-Йорк, США) — американская журналистка, телеведущая и актриса.

## Биография
Джули Сюзанна Чен родилась 6 января 1970 года в Куинсе (штат Нью-Йорк, США) в семье китаянки Ван Лин Чен. У Джули есть две старших сестры — Глэдис Чен и Виктория Чен.
В июне 1990 года Джули прошла стажировку на «CBS Morning News», а в 1995 году она начала журналистскую карьеру. В 1991 году окончила Университет Южной Калифорнии. В 2005 году Чен озвучила роль старлетки в эпизоде «Masked Magician, The/The Big Bash» мультсериал «Волшебные родители».
С 23 декабря 2004 года Джули замужем за бизнесменом Лесли Мунвесом (род. 1949). У супругов есть сын — Чарли Мунвес (род. 24. 09. 2009).